# フェルディナント・ゲオルク・フロベニウス

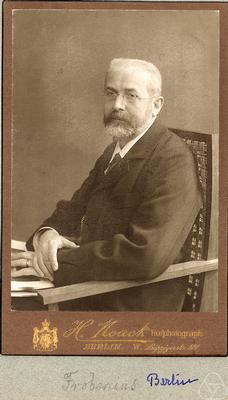
フェルディナント・ゲオルク・フロベニウス

フェルディナント・ゲオルク・フロベニウス（Georg Ferdinand Frobenius、1849年10月26日 - 1917年8月3日）は、ドイツの数学者。

## 生涯
ベルリンに生まれる。1867年、ゲッティンゲン大学に入学、その後ベルリン大学に転じて、1870年に博士号を取得。1874年、ベルリン大学助教授、1875年から1902年までチューリッヒ工科大学教授を務めた。1902年からベルリン大学教授となり、最期までその職にあり続けた。
1878年にケイリー・ハミルトンの定理の一般の場合に初めて証明を与えた。群の指標の概念を導入し、有限群の表現論を実質的に完成した。これはのちに量子力学に不可欠のものとなる。また代数的整数論でフロベニウス置換を発見。

## 全集
Frobenius, Ferdinand Georg (1968). J.-P. Serre. ed. Gesammelte Abhandlungen. I, II, III. Springer-Verlag. MR235974. Zbl 0169.28901